# Kirchham, Oberösterreich
Kirchham är en ort och kommun i Österrike. Den ligger i distriktet Gmunden i förbundslandet Oberösterreich, 190 km väster om huvudstaden Wien. 
Kommunen består av 22 orter (Ortschaften) (inom parentes invånarantal 1 januari 2024):

- Bergham (37)
- Danzlau (60)
- Edtholz (25)
- Eisengattern (138)
- Feichtenberg (105)
- Guggenberg (22)
- Hagenmühle (120)
- Hilzing (17)
- Hüttenboden (17)
- Im Tal (92)
- In der Au (46)
- Kaltenmarkt (67)
- Kampesberg (187)
- Kirchham (844)
- Kogl (62)
- Kohlwiese (6)
- Krottendorf (96)
- Laizing (37)
- Laudachtal (100)
- Steg (56)
- Wahl (93)
- Windberg (22)